# 윤헌구 (1871년)
윤헌구(尹憲求, 1871년 음력 9월 24일 ~ ?)는 대한제국의 관료이며, 일제강점기의 법조인이다.

## 생애
1900년에 대한제국 외부에 견습생으로 채용되면서 관계에 들어섰다. 1903년에는 판임관 6등의 외부 주사에 올랐다. 그러나 곧 외부 주사직을 사직하고 법관양성소에 입학하였다. 약 1년 반 동안의 교육을 마치고 1904년 7월에 졸업하면서 법률 전문 관리로 일하게 되었다.
모교인 법관양성소 교관으로 발령받았다가 1906년에는 전라북도의 전북재판소 검사로 부임했다. 1907년에 경기재판소 검사, 전북재판소 검사를 거쳐 1908년에는 공주지방재판소 검사 등을 지냈다. 이때 품계는 9품이었다.
1910년에 한일 병합 조약이 체결되면서 해주지방재판소 판사로 임용되어 조선총독부 판사가 되었다. 해주지방재판소가 해주지방법원으로 개편된 뒤 계속 판사로 근무하였고, 평양지방법원 판사, 해주지방법원 검사를 차례로 역임하였다. 해주지법 검사이던 1914년을 기준으로 정7위에 서위되어 있었다.
1914년 4월에 퇴관한 후에는 변호사를 개업하여 해주 지역 유력자로 활동하였다. 3·1 운동 중 황해도 은율군 군수였던 최병혁이 시위대를 탄압했다가 1920년에 대한독립단이라는 무장단체의 단원에게 사살되었을 때, 이 단체와 연락을 주고받았다는 혐의로 다른 해주 유지들과 함께 체포된 일이 있다.
2008년 민족문제연구소가 발표한 친일인명사전 수록예정자 명단 사법 부문에 선정되었다.

## 참고자료
- 윤헌구(尹憲求) - 국사편찬위원회